# Quillacollo (gemeente)
Quillacollo is een gemeente (municipio) in de Boliviaanse provincie Quillacollo in het departement Cochabamba. De gemeente telt naar schatting 161.972 inwoners (2018). De hoofdplaats is Quillacollo.